# Славгород-Південний
Слáвгород-Півдéнний — проміжна залізнична станція 4-го класу Запорізької дирекції Придніпровської залізниці на електрифікованій лінії Синельникове I — Запоріжжя I між станціями Івківка (13 км) та Новогуполівка (13 км). Розташована в селищі Славгород Синельниківського району Дніпропетровської області.

## Історія
Станція відкрита у 1873 році, під час прокладання головного ходу приватної Лозово-Севастопольської залізниці на дільниці Синельникове I — Олександрівськ I, яка була урочисто відкрита 15 листопада 1873 року.
У 1965 році станція електрифікована постійним струмом (=3 кВ) в складі дільниці Синельникове I — Запоріжжя I.
29 березня 2021 року в районі станції Славгород-Південний зійшли з рейок 6 вагонів з дев'яти денного швидкісного експресу HRCS2-008 «Інтерсіті+», що прямував за маршрутом Київ — Запоріжжя. 30 березня 2021 року працівниками «Укрзалізниці», спільно зі спеціалістами компанії «HYUNDAI Rotem», проведені відновлювальні роботи, в ході яких состав був доставлений до філії «Українська залізнична швидкісна компанія» — підприємства, що займається організацією експлуатації й технічним обслуговуванням швидкісного рухомого складу вітчизняних та зарубіжних виробників на станцію Дарниця. 31 березня 2021 року на пошкодженій дільниці, внаслідок аварії, відновлено рух поїздів за звичайним графіком.

## Пасажирське сполучення
На станції зупиняються приміські електропоїзди напрямку Запоріжжя — Синельникове I — Дніпро.